# David Belasco

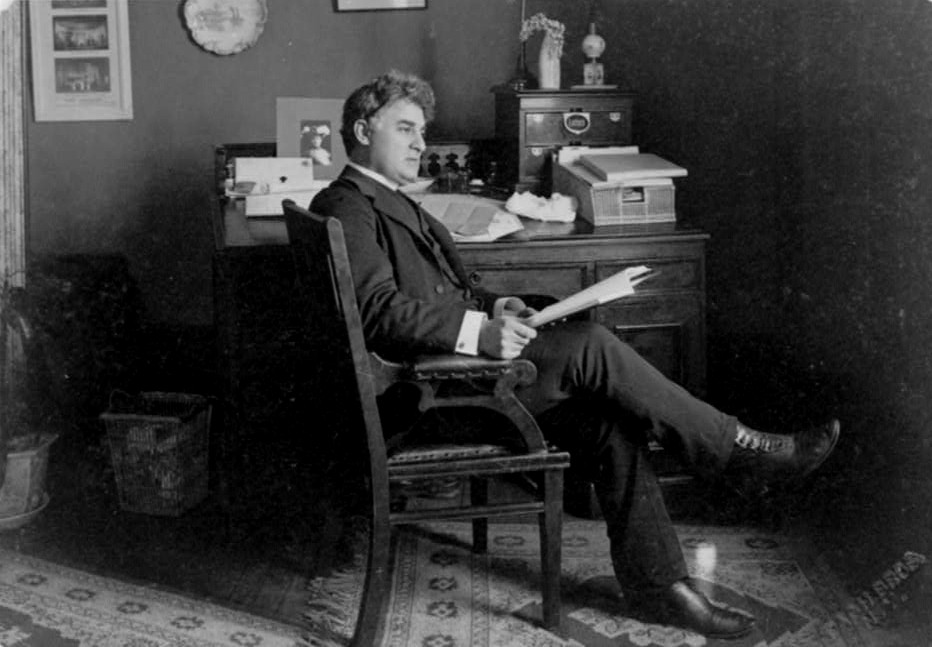
David Belasco

David Belasco (* 25. Juli 1853 in San Francisco, Kalifornien; † 14. Mai 1931 in New York City) war ein US-amerikanischer Dramatiker, Regisseur, Theaterproduzent und Drehbuchautor.

## Leben
Belasco wurde als Sohn jüdischer Einwanderer geboren, die während des Kalifornischen Goldrauschs aus London in die Vereinigten Staaten gekommen waren. 1882 übersiedelte er nach New York City, wo er als Bühnenmeister und Theaterschriftsteller arbeitete. Seine Stücke waren so erfolgreich, dass er ab 1895 als unabhängiger Theaterproduzent wirken konnte. Mit der Detailtreue seiner Bühnenbilder und seiner entwickelten Lichttechnik war er ein Wegbereiter des naturalistischen Theaters in den USA.
Belasco war ein Hauptvertreter des amerikanischen Melodramas. Am Broadway produzierte er mehr als 100 Stücke aus seiner Feder. Im deutschsprachigen Raum bekannt ist er vor allem durch Giacomo Puccinis Opern Madama Butterfly und La fanciulla del West, die auf seinen Melodramen beruhen. Etwa 40 seiner Stücke wurden verfilmt.
Als erstes eigenes Theater übernahm Belasco 1902 das Theatre Republic (das heutige New Victory Theatre) in der 42. Straße. 1910 erwarb er ein Theater an der 44. Straße, das heute noch Belasco Theatre heißt. Viele Theater in anderen Städten sind nach ihm benannt.